# A fost odată în vest

Afișul original al filmului

A fost odată în vest (titlu original: C'era una volta il West, Once upon a time in the West) este o coproducție italo-americană, regizat de Sergio Leone în 1968.

## Sinopsis
O bucată de pământ în mijlocul deșertului american trezește toate poftele fiindcă calea ferată spre Vest trebuie în curând s-o traverseze. „Omul cu muzicuța” este interesat doar să se răzbune asupra ucigașului care i-a omorât familia.

## Distribuție
- Charles Bronson - „Omul cu muzicuța”
- Henry Fonda - Frank
- Claudia Cardinale - Jill McBain
- Jason Robards - Manuel Gutierrez poreclit „Cheyenne”
- Jack Elam - Snaky
- Frank Wolff - Brett McBain
- Lionel Stander - barmanul
- Paolo Stoppa - Sam
- Gabriele Ferzetti - Morton, Baronul căilor ferate
- Woody Strode - Stony, membru al bandei lui Frank
- Keenan Wynn - șeriful
- Dino Mele - „Muzicuța”, copil

## Legături externe
- Once Upon a Time in the West la Internet Movie Database
- Once Upon a Time in the West Arhivat în 19 iunie 2010, la Wayback Machine. at the Spaghetti Western Database